# El nuevo exótico Hotel Marigold
El nuevo exótico Hotel Marigold (en inglés, The Second Best Exotic Marigold Hotel) es una comedia dramática de 2015, dirigida por John Madden y escrita por Ol Parker. Secuela de la película de 2011 El exótico Hotel Marigold, está protagonizada por Dev Patel, Judi Dench, Maggie Smith, Bill Nighy, Penelope Wilton, Celia Imrie, Ronald Pickup, David Strathairn y Richard Gere.

## Sinopsis
Muriel Donnelly y Sonny Kapoor viajan a San Diego, California, para proponerle al magnate hotelero Ty Burley un plan para comprar y abrir un segundo hotel en la India como complemento al exótico Hotel Marigold. Les dicen que un inspector de la compañía visitará anónimamente la India para evaluar el proyecto.
De vuelta en Jaipur, a Evelyn Greenslade le ofrecen un trabajo como compradora de telas. Le preocupa que, a sus 79 años, el trabajo le exija muchas responsabilidades y muchos viajes. A Douglas Ainslie, que está enamorado de Evelyn, también le preocupa perder tiempo con ella y está ansioso por presentarla a su hija.
La vida de Sonny se complica por los planes de su inminente boda con Sunaina, además de un posible rival por su afecto y sus intereses comerciales. También está desesperado por impresionar al visitante estadounidense Guy Chambers, a quien inmediatamente identifica como el inspector anónimo de la cadena hotelera estadounidense. Al notar el interés que Guy ha mostrado por la madre de Sonny, al principio fomenta una relación romántica entre ellos, pero luego se resiente con enojo cuando concluye que Guy no es el inspector después de todo.
El dilema de Madge Hardcastle es decidir entre dos pretendientes de la India y con cuál de ellos casarse. Norman Cousins se pone frenético cuando cree que un taxista local asumió erróneamente que Norman quería que su novia actual, Carol, sufriera un accidente fatal, pero luego descubre que ella se ha estado acostando con otros hombres. Y la hija de Douglas llega de visita con su exesposa Jean (que regresó al Reino Unido al final de la película anterior) en busca del divorcio para poder volver a casarse.
Muriel, tras recibir malas noticias de una cita médica, lucha por evitar que Sonny arruine su boda, su negocio y su futuro, al que se ha encariñado mucho. Las decisiones se toman a la ligera durante la colorida boda de Sonny y Sunaina.

## Elenco
- Judi Dench como Evelyn Greenslade.[4]
- Maggie Smith como Muriel Donnelly.[4]
- Bill Nighy como Douglas Ainslie.[4]
- Celia Imrie como Madge Hardcastle.[4]
- Ronald Pickup como Norman Cousins.[4]
- Dev Patel como Sonny Kapoor.[5]
- Tina Desai como Sunania.
- Lillete Dubey como Sra. Kapoor
- Penelope Wilton como Jean Ainslie.[4]
- Richard Gere como Guy Chambers.[5]
- David Strathairn como Ty Burley.[5]
- Tamsin Greig como Lavinia.[5]
- Diana Hardcastle como Carol.

## Producción
El 29 de octubre de 2012, Vulture informó que Ol Parker iba a escribir la secuela El exótico Hotel Mariglold 2, y que la mayoría del elenco volvería. El 28 de octubre de 2013, Radio Times reveló que el elenco volaría a la India para grabar la secuela en enero de 2014.

### Elección del elenco
El 2 de diciembre de 2012, 'Showbiz411 informó que Colin Firth y Helen Mirren quizás se unirían al elenco. El 28 de octubre de 2013, Radio Times dijo que Penelope Wilton había confirmado el elenco incluyendo a Judi Dench, Bill Nighy, Maggie Smith, Ronald Pickup y Celia Imrie, que regresarían a la secuela, para filmarse en enero de 2014. El 30 de octubre, Deadline informó que Richard Gere estaba en charlas para unirse a la secuela. Luego, el 10 de enero de 2014, Gere confirmó su nuevo papel en la película; también se unieron Tamsin Greig y David Strathairn.

### Filmación
La filmación comenzó el 10 de enero de 2014 en Jaipur, India.

### Avances
El primer tráiler fue estrenado el 7 de agosto de 2014, con un nuevo título, The Second Best Exotic Marigold Hotel.

## Estreno
La película se estrenó en Reino Unido el 26 de febrero de 2015. Su estreno en España fue el 27 de marzo de 2015.